# Оман, Эмиль
Эмиль Охман (швед. Emil Öhman; 15 апреля 1986, Эльвсбюн) — шведский автогонщик и гонщик на снегоходах, двукратный чемпион мира (2008, 2011).

## Карьера в кроссе на снегоходах
Эмиль Охман — член династии профессиональных пилотов снегоходов. Его дядя Матс Охман был известным пилотом (ещё до появления Чемпионатов мира) и выигрывал чемпионаты Швеции (в частности, в 1993 году), но вынужден был завершить карьеру из-за травмы позвоночника в 1998-м, после чего перешёл в ралли-кросс. Также гонками на снегоходах занимаются два брата Эмиля, Адам Охман и Филип Охман, и его двоюродная сестра Элина Охман.
Охман начал ездить на снегоходах в возрасте 5 лет. В сезоне 2006-го он добился первого серьёзного успеха, став бронзовым призёром чемпионата Швеции по кроссу на снегоходах (SM-Serie) в классе Pro 600, выступая за команду Lindbloms Racing Team; в тот год он впервые поднялся на подиум чемпионата Швеции, став вторым в заключительной гонке сезона. В 2008 Охман становится чемпионом Швеции, а годом позже повторяет свой успех.
С 2009 по 2013 год Охман выступал в США, где выступал в Чемпионате США (Amsoil Championship Snocross) за команду Warnert Racing (заводскую команду производителя Ski-Doo). Лучшее место в американском чемпионате — 5-е в 2013 году в классе Pro Open.
Эмиль Охман дважды становился чемпионом мире по кроссу на снегоходах — в 2008 и 2011 годах, оба раза на снегоходах Lynx.

## Карьера в автогонках
В 2014 году Эмиль Охман дебютировал в Чемпионате мира по ралли-кроссу в команде Öhman Racing, принадлежащей его дяде Матсу Охману, также выступавшему в качестве пилота. В чемпионате 2014 года Эмиль Охман занял 27-е место, лучший результат на этапе — 10-е место.
Параллельно Эмиль Охман успешно стартовал в Чемпионате Европы по ралли-кроссу, поднявшись на подиум на этапе в Норвегии и заняв общее 5-е место по итогам серии (в классе Supercar) за рулём Citroën DS3.
В дальнейшем Эмиль Охман продолжил выступления в чемпионате Швеции по ралли-кроссу (Norrlandsveckan). В 2019 году он стал чемпионом серии в классе Super Nationell.

## Личная жизнь
Эмиль Охман женат, у него трое детей.

## Результаты выступлений в Кубке и Чемпионате мира по кроссу на снегоходах
| Год  | Снегоход | 1       | 2       | 3       | 4      | 5      | 6       | 7    | 8    | Место | Очки |
| ---- | -------- | ------- | ------- | ------- | ------ | ------ | ------- | ---- | ---- | ----- | ---- |
| 2003 | Lynx     | NOR 9   |         |         |        |        |         |      |      | 9     | 12   |
| 2004 | Lynx     | NOR     | FIN 8   | SWE 18  |        |        |         |      |      | 18    | 16   |
| 2005 | Lynx     | NOR 8   | FIN 21  | SWE 18  |        |        |         |      |      | 15    | 16   |
| 2007 | Lynx     | SWI1 15 | SWI2 6  | SWI3 8  | SWI4 3 | NOR1   | NOR2    | SWE1 | SWE2 | 12    | 54   |
| 2008 | Lynx     | NOR1 2  | NOR2 1  | FIN1 1  | FIN2 1 | SWE1 1 | SWE2 20 |      |      | 1     | 123  |
| 2009 | Lynx     | ITA1 2  | ITA2 1  | NOR1 20 | NOR2 1 | SWE1 1 | SWE2 4  |      |      | 2     | 116  |
| 2010 | Lynx     | SWE1 2  | SWE2 19 | SWE3 1  |        |        |         |      |      | 4     | 49   |
| 2011 | Lynx     | FIN1 4  | FIN2 1  | FIN3 2  |        |        |         |      |      | 1     | 65   |
| 2014 | Lynx     | SWE 2   |         |         |        |        |         |      |      | 2     | 22   |
| 2015 | Lynx     | SWE 16  |         |         |        |        |         |      |      | 16    | 5    |